# 모건 요크
모건 요크(Morgan York, 1993년 1월 18일 ~ )는 미국의 배우이다.

## 출연 작품
- 한나 몬타나 (2006)
- 열두 명의 웬수들 2 (2005)
- 패시파이어 (2005)
- 열두 명의 웬수들 (2003)